# Autorretrato como mártir feminino
Autorretrato como mártir feminino é uma pintura da artista italiana Artemisia Gentileschi. O quadro foi pintado cerca de 1615. Ele está atualmente em uma coleção particular. Uma inscrição no verso confirma que ele é pintado por Gentileschi. É uma das duas pinturas de Gentileschi pintadas a óleo sobre madeira